# Pseudo-cratère

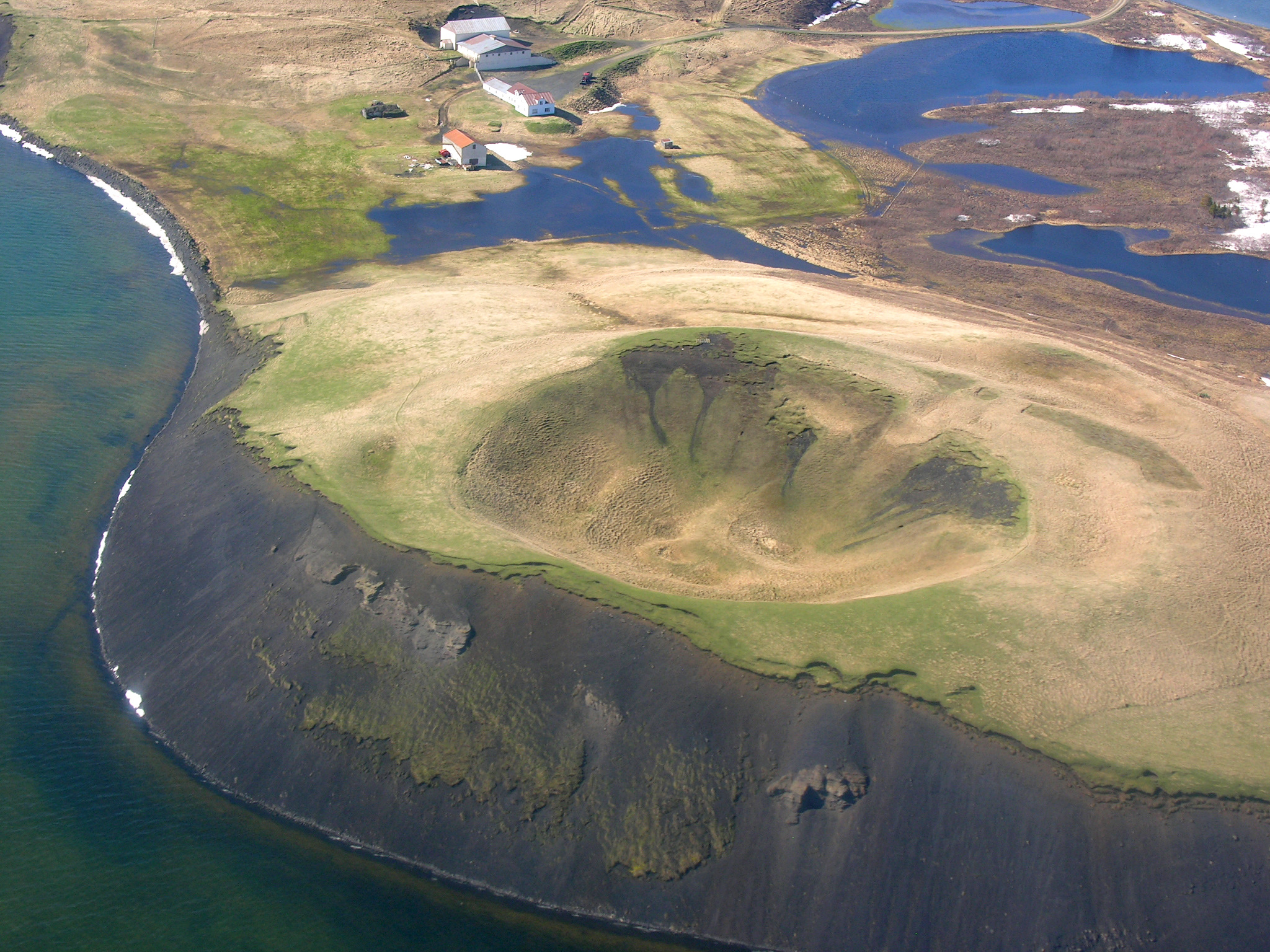
Pseudo-cratère au Mývatn en Islande.

Un pseudo-cratère est une formation ressemblant fortement à un cratère volcanique mais dépourvue de cheminée volcanique. Les pseudo-cratères sont créés par des explosions de vapeur qui ont lieu lors du contact entre une coulée de lave et l'eau d'un lac.

## Topographie
Il s'agit de formations consistant en dizaines, centaines ou milliers de cônes couvrant des superficies allant de 0,5 km2 à plus de 100 km2. Les cônes mesurent typiquement de 2 à 35 mètres de haut et de 5 à 450 mètres de diamètre.
Elles sont sans exception associées à des coulées de lave pāhoehoe, le cône reposant directement sur la coulée.
Les cônes se situent là où la lave a progressé sur un lac peu profond, une plaine fluviale ou un marécage.

## Structure
Les cônes se composent :
- à la base, d'une alternance de couches de lapillis de 0,2 à 0,6 m, de couches de boue de moins de 0,2 m d'épaisseur, et de couches de cendre ;
- recouverts d'une séquence indistincte de lits de 0,5 à 1,5 m d'épaisseur qui forment le cône ;
- et souvent d'une couche rhéomorphique soudée de un à deux mètres d'épaisseur recouvrant le tout.

La granulométrie augmente du bas vers le haut.
Une cheminée qui commence à la base de la coulée de lave se termine au sommet du cône par un cratère en bol.

## Interprétation
Chaque cône est formé par une éruption phréato-magmatique provoquée par l'interaction entre la lave et le substrat saturé d'eau. Ce sont des éruptions qui peuvent durer des heures ou des jours.
Quand la lave atteint la zone humide elle progresse par lobes pāhoehoe à partir du front actif. Elle est isolée par la croûte qui se forme et les lobes gonflent par injection de lave. Progressivement l'épaisseur de la coulée augmente et le plancher des tubes de lave, qui repose sur un sol mou finit par se rompre sous le poids de la lave. La lave en fusion entre alors en contact avec le sédiment saturé d'eau. Si les explosions de vapeur qui en résultent sont suffisamment violentes elles percent le plafond du tube de lave et construisent un cône autour de l'ouverture. L'éruption finit par s'arrêter quand l'apport d'eau (fournie par la boue excavée par les explosions) ou de lave (apportée par le tube progressivement obstrué) s'arrête.
Au fur et à mesure de la progression de la coulée de lave sur la zone humide, le mécanisme se reproduit.

## Localisations

### Islande
Les pseudo-cratères de Skútustaðir, sur la rive sud du lac de Mývatn, sont un exemple unique de grands pseudo-cratères. Datant de plus de 2 000 ans et faciles d'accès, ils attirent aujourd'hui un certain nombre de touristes.

Plan de la zone
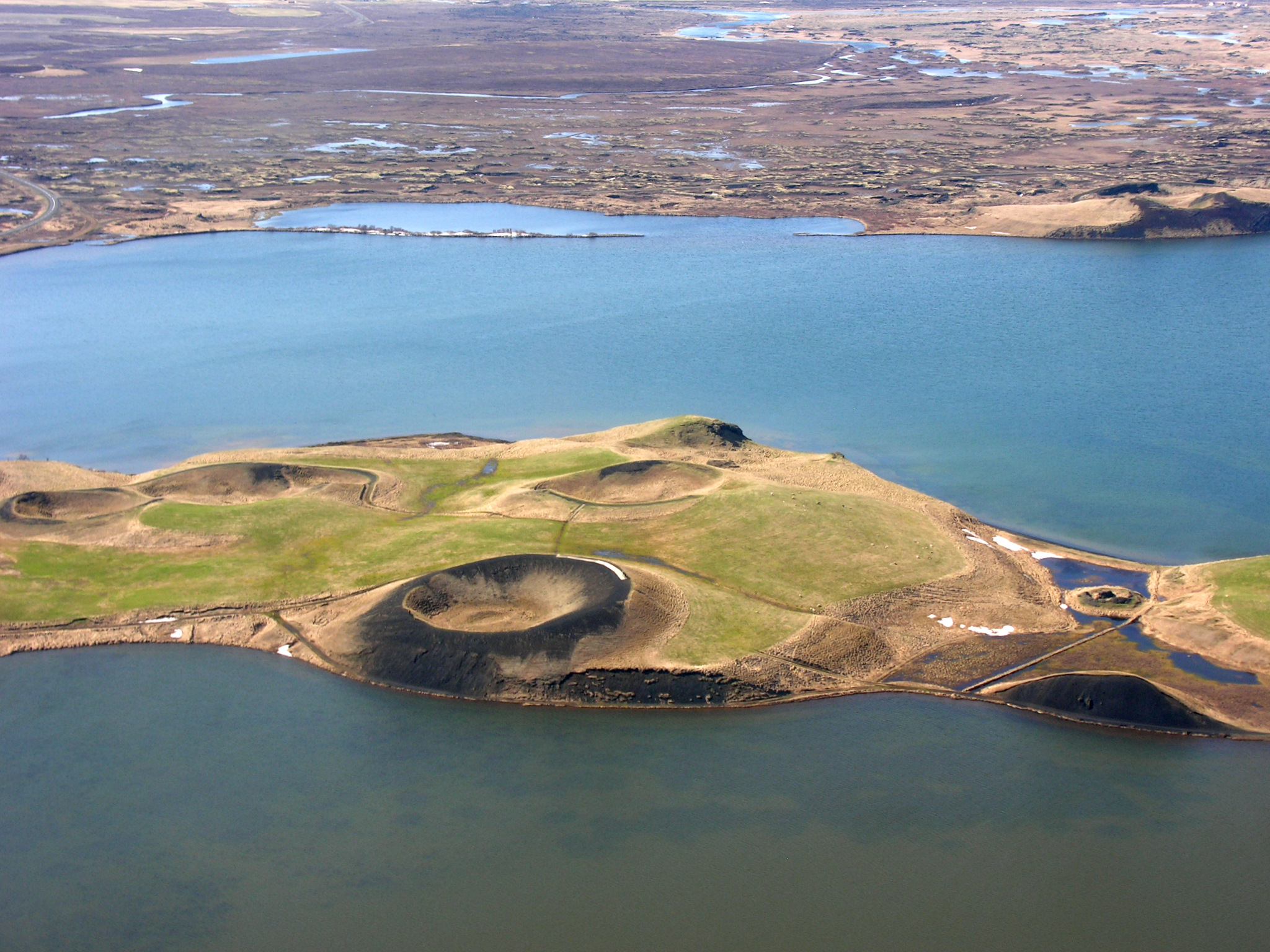
Vue aérienne
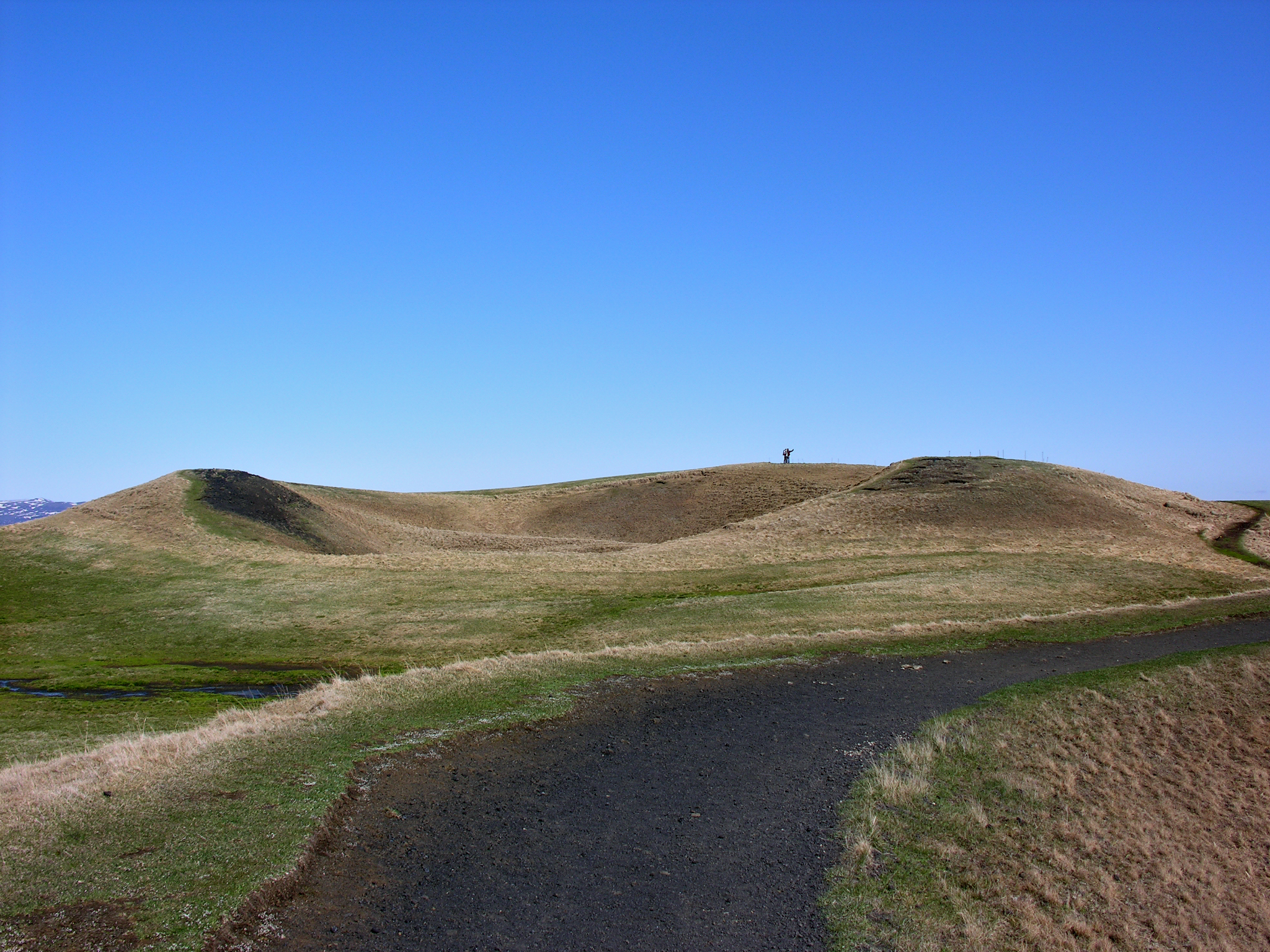
Pseudo-cratère vu du circuit de visite

Lors de l'éruption de l'Eyjafjöll en 2010, les volcanologues ont pu observer en direct la formation d'un pseudo-cratère, due à une explosion de vapeur en mars 2010.

### Mars
Découverts par équipe de scientifiques des universités d’Arizona et d’Hawaï, les pseudo-cratères martiens semblent remarquablement conservés, ce qui serait un indice d'une activité volcanique récente sur mars.

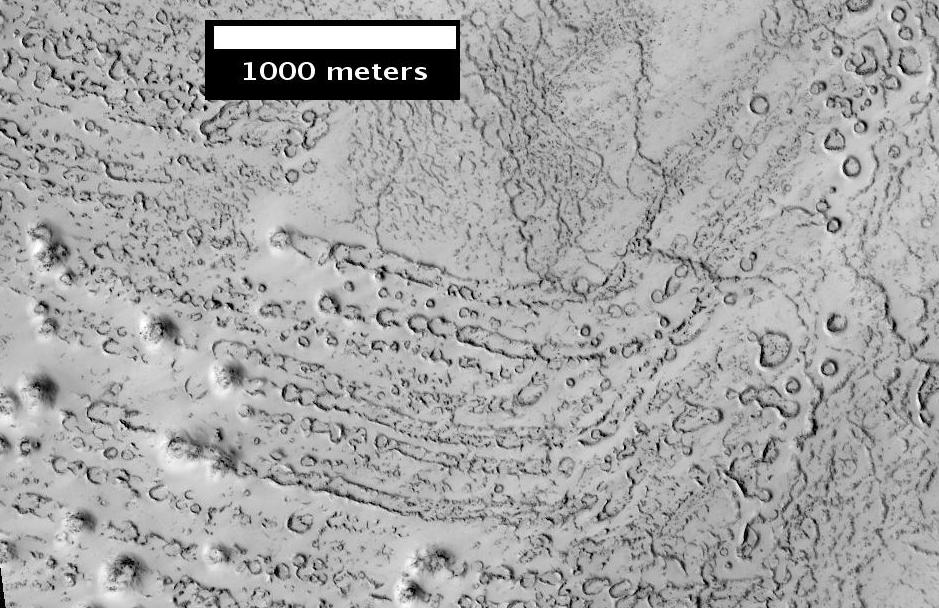
Pseudo-cratères martiens créés par l'interaction de lave avec de la glace.
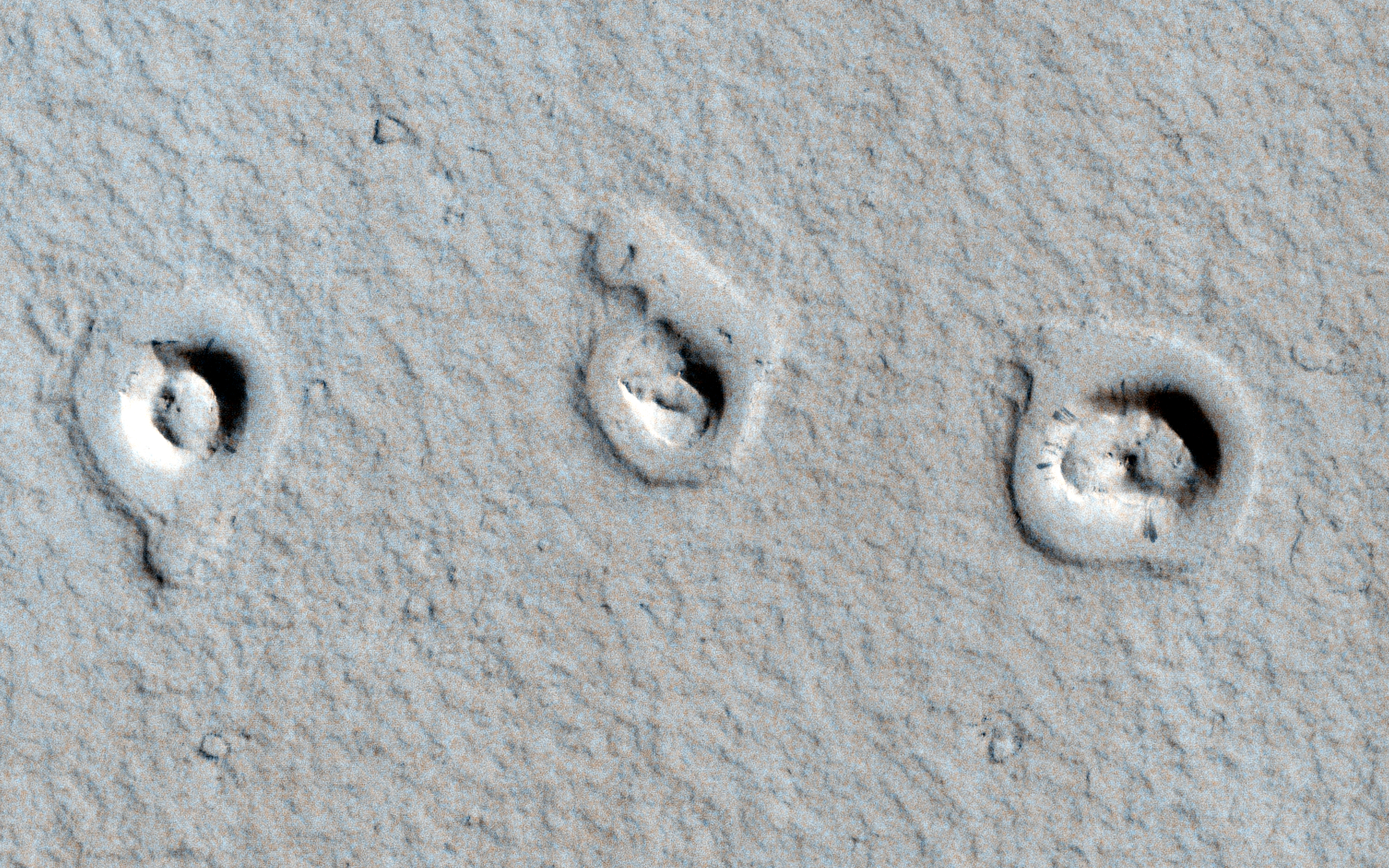
Vue rapprochée de pseudo-cratères martiens